# ジョン・レスリー (物理学者)

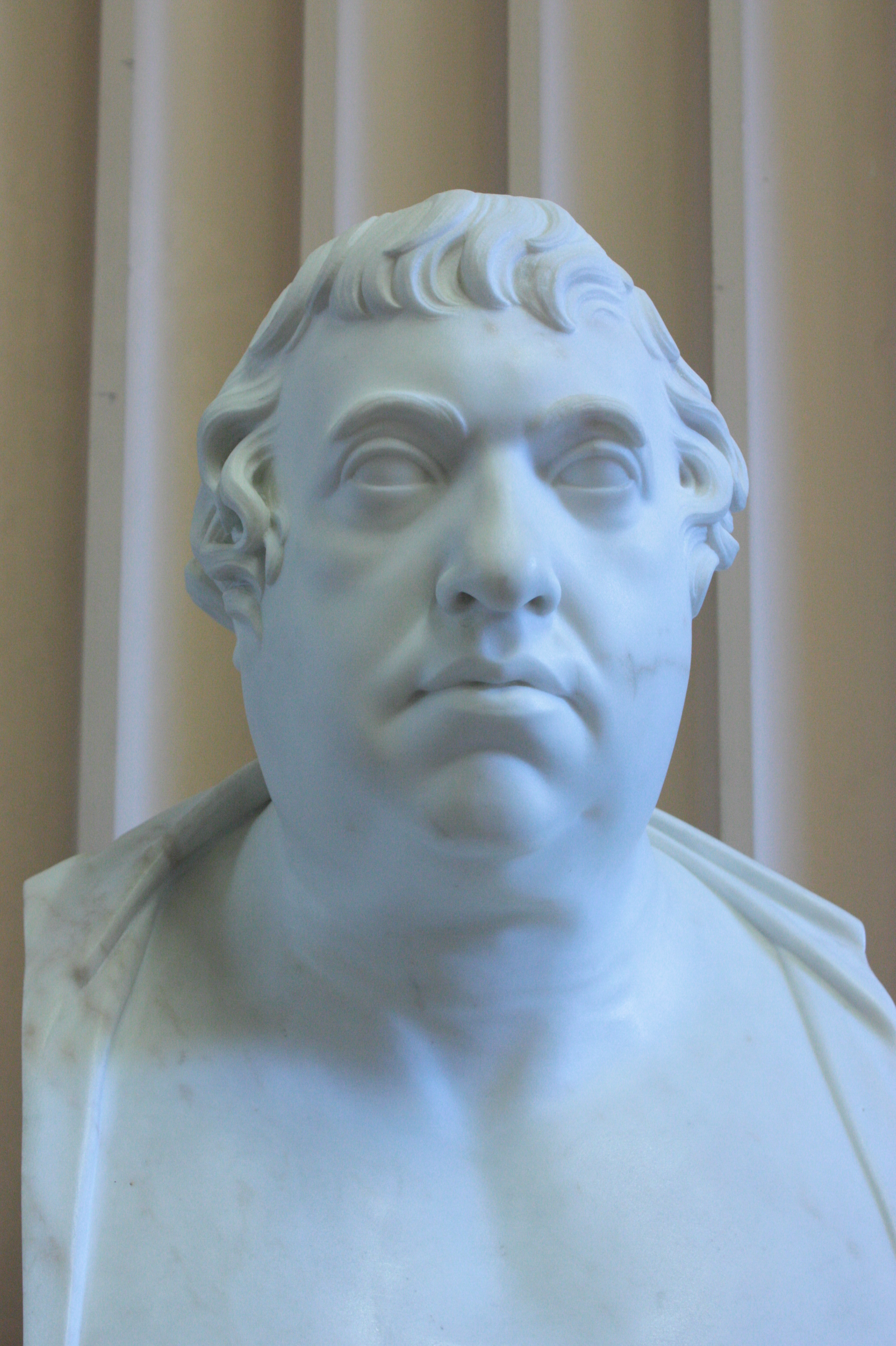
Sir John Steellによるジョン・レスリー卿

ジョン・レスリー卿（Sir John Leslie, FRSE KH、1766年4月10日 - 1832年11月3日）は、スコットランドの数学者、物理学者であった。熱に関する研究で有名である。
1802年に初めて毛細管現象に対し現代的な説明を与え、1810年に空気ポンプを用いて水を凍らせ、初めて人工的な氷を作成した。
1804年、沸騰水で満たされた立方体容器を用いて放射熱の実験を行った。立方体の1つの面はよく磨かれた金属、2つの面は粗い金属であり1つの面が黒く塗られていた。放射は黒い面からが最も大きく、磨いた面からのものは無視できることを示した。この装置はレスリーキューブとして知られる。

## 前期
建具屋で家具職人の父ロバート・レスリーと母アン・カーステアーズの間にファイフのLargoに生まれた。Levenで幼少期の教育を受けた。13歳の時、レスリーの数学と物理科学の適性を認めていた友人に勧められ、セント・アンドルーズ大学に入学した。1784年にコースを修了したのち名義上はエディンバラ大学で神学を学んだが、それ以上の学位は得なかった。
1788年から1789年までバージニアの家族の家庭教師を1年以上務め、1791年から1792年の終わりまでStaffordshire、Etruriaのジョサイア・ウェッジウッドの家族で同じような職を務めた。暇な時間を実験的研究とビュフォンの1793年に9巻出版された Natural History of Birds の翻訳の準備に用いた。翻訳はお金にもなった。

## 中期

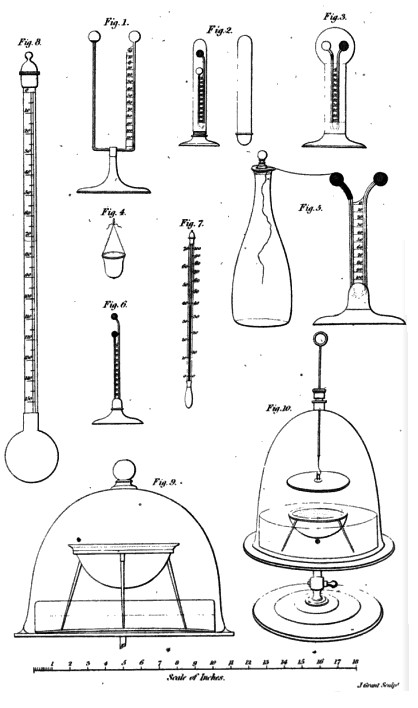
A Short Account of Experiments and Instruments, Depending on the Relations of Air to Heat and Moistureの扉絵

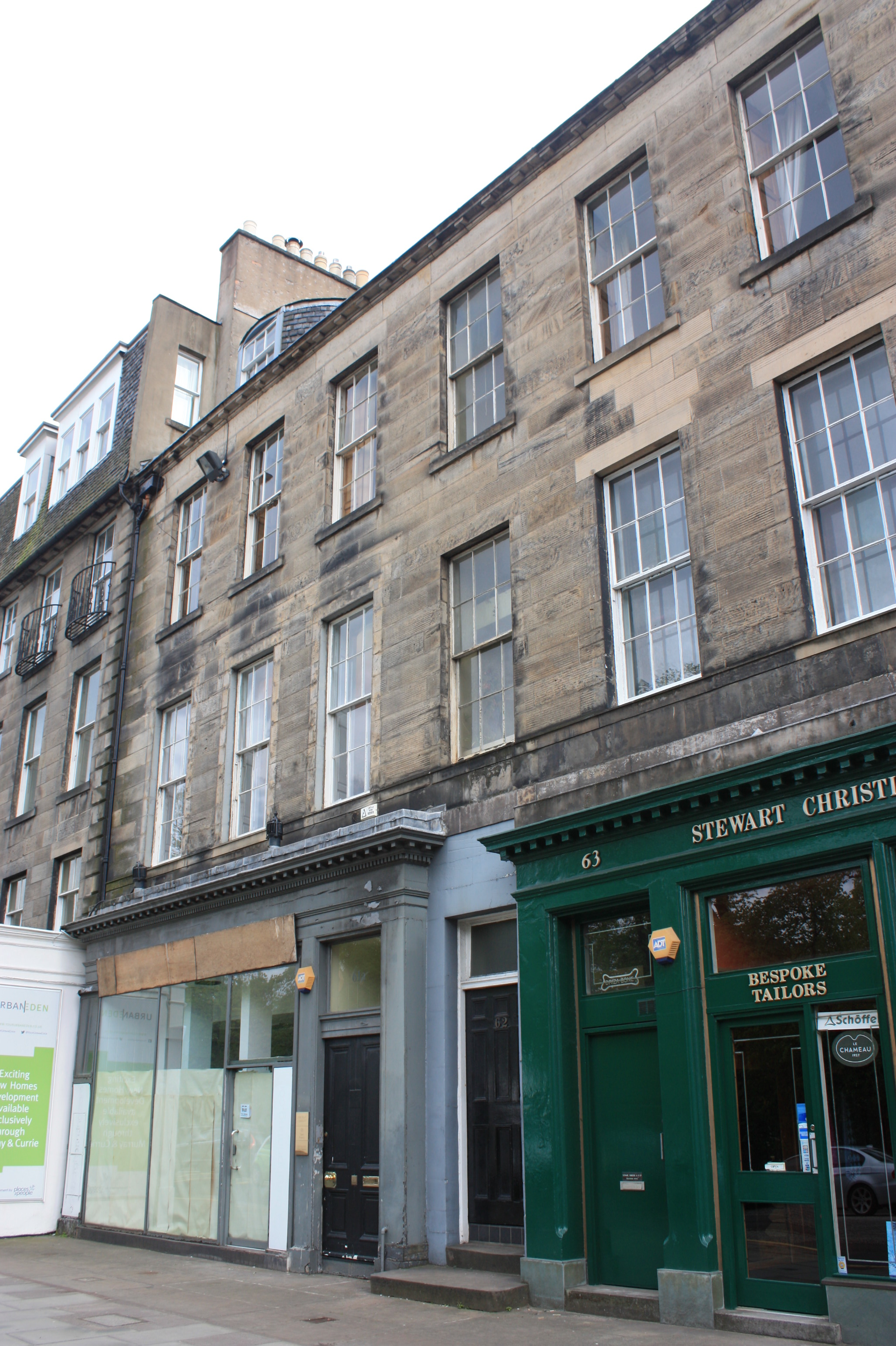
エディンバラ、62クイーンストリートにあるレスリーの家L

その後12年間（主にロンドンもしくはLargoに住みときどきヨーロッパ大陸を訪問）、物理研究を続け、その結果多くの論文がニコルソンのPhilosophical Journalに寄稿され、ロンドンの王立協会のランフォード・メダルを受賞したExperimental Inquiry into the Nature and Properties of Heatを発表した。
レスリーを異端であると非難した党による暴力的な反対にもかかわらず、1805年エディンバラの数学長であったジョン・プレイフェアの後任に選ばれた。
この就任中にA Course of Mathematicsの2巻（1809年に出版された第1巻Elements of Geometry, Geometrical Analysis and Plane Trigonometry、1813年の第2巻Geometry of Curve Lines）を発表した。Descriptive Geometry and the Theory of Solidsと題した3巻は未完である。1810年に行った人工製氷過程の発明に関して、1813年にA Short Account of Experiments and Instruments depending on the relations of Air to Heat and Moistureを発表した。1818年の論文On certain impressions of cold transmitted from the higher atmosphere, with an instrument (the aethrioscope) adapted to measure themはTransactions of the Royal Society of Edinburghに掲載された。
1807年にエディンバラ王立協会のメンバーとなった。提案したのはジョン・プレイフェア、Thomas Charles Hope、George Dunbarであった。

## 後期
1819年にジョン・プレイフェアが亡くなった際、自然哲学長に昇進し、亡くなるまでその地位にあった。掛け算表に関する有名な本The Philosophy of Arithmeticを1820年に発表している。1823年、授業に使うのを主な目的としてElements of Natural Philosophy（未完）の第1巻を出版した。
レスリーの物理学に対する主な寄与は、その発明に関してランフォード伯と争った器具である示差温度計の助けによってなされた。この器具に様々な独創的装置を付けることで側光、吸湿性、空間の温度などと関連する多種多様な研究に使うことができた。1820年、自身が唯一高く評価したフランス研究所の客員に選出され、1832年初めにはナイトに叙された。
晩年はエディンバラ新市街の62クイーンストリートにある大きなジョージ様式のアパートに住んでいたとされている。
1832年11月にファイフのLargo近くに得た小さな土地であるCoatesで66歳でチフスにより亡くなった。この年はチフスが流行していた年であった。
無神論者であった。

## 家族
未婚であり子供はいなかった。
兄弟にLargoで建築家・建築者であるAlexander Leslieがおり、その息子でジョンからは甥に当たる人物に土木技師のJames Leslieがいる。この甥Jamesの息子はAlexander Leslieである。

## 主な著作
- An Experimental Inquiry into the Nature and Propagation of Heat (1804)
- Elements of Geometry, Geometrical Analysis, and Plane Trigonometry (ca. 1811)
  - Second edition (1811)
  - Geometrische Analysis (1822) "Greatly" enlarged by Johann Philipp Grüson （ドイツ語）
- A Short Account of Experiments and Instruments, Depending on the Relations of Air to Heat and Moisture (1813)
- Second supplément de la géométrie descriptive[11] (with Gaspard Monge and Jean Nicolas Pierre Hachette) (1818) （フランス語）
- Philosophy of Arithmetic; Exhibiting a Progressive View of the Theory and Practice of Calculation, with an Enlarged Table of the Products of Numbers under One Hundred (1817).
  - Second edition (1820)
- Geometrical Analysis and Geometry of Curve Lines being Volume the Second of A Course of Mathematics and designed as an Introduction to the Study of Natural Philosophy [Edinburgh Printed for W and C Tait, Prince's Street and Longman Hurst Rees Orme and Brown, London 1821]

## 伝記
- E. M. Horsburgh (1933). "The Works of Sir John Leslie (1766–1832)". Mathematical Notes, 28, pp i-v. doi:10.1017/S1757748900002279.